# خوان جایو
خوان جایو (انگلیسی: Juan Jayo؛ زادهٔ ۲۰ ژانویهٔ ۱۹۷۳) بازیکن سابق فوتبال اهل پرو است که در پست هافبک دفاعی بازی می‌کرد. او به عنوان کاپیتان باشگاه برای آخرین بار در سال ۲۰۱۲ برای آلیانزالیما در تورنئو دسنترالیزادو بازی کرد.
وی همچنین در تیم ملی فوتبال پرو بازی کرده‌است.